# Burwash (East Sussex)
Burwash è un villaggio e parrocchia civile inglese del Sussex orientale, nel distretto di Rother.
È sito a 24 km nell'interno dal porto di Hastings, sulla costa meridionale inglese, a 8 km a sud-ovest di Hurst Green, sulle rive del fiume Dudwell, un affluente del fiume Rother. In una zona densa di storia, a 14 km a sud-est, si trova l'abbazia di Battle ed a 13 km verso est il castello di Bodiam. Il paese fa parte della zona industriale del ferro del Weald.
Burwash deve gran parte della sua fama al fatto che il grande scrittore inglese Rudyard Kipling vi risiedette per circa metà della sua vita, a Bateman's. In questa zona Kipling ambientò molti dei suoi racconti in Puck of Pook's Hill (1906) e il seguito in Rewards and Fairies (1910); nel pub The Bear, uno dei due siti sulla via principale del paese, vi è una stanza dedicata a Kipling.
John Kipling, detto Jack, figlio di Rudyard, morì nel corso della prima guerra mondiale ed un monumento a lui dedicato si trova a Burwash, alla fine della Bell Alley Lane.
Una collezione completa di opere di Kipling, tra le quali Storie proprio così, Rewards and Fairies, L'uomo che volle essere re e Kim venne pubblicata nel 1941 con il nome di Burwash Edition.